# 考克內斯

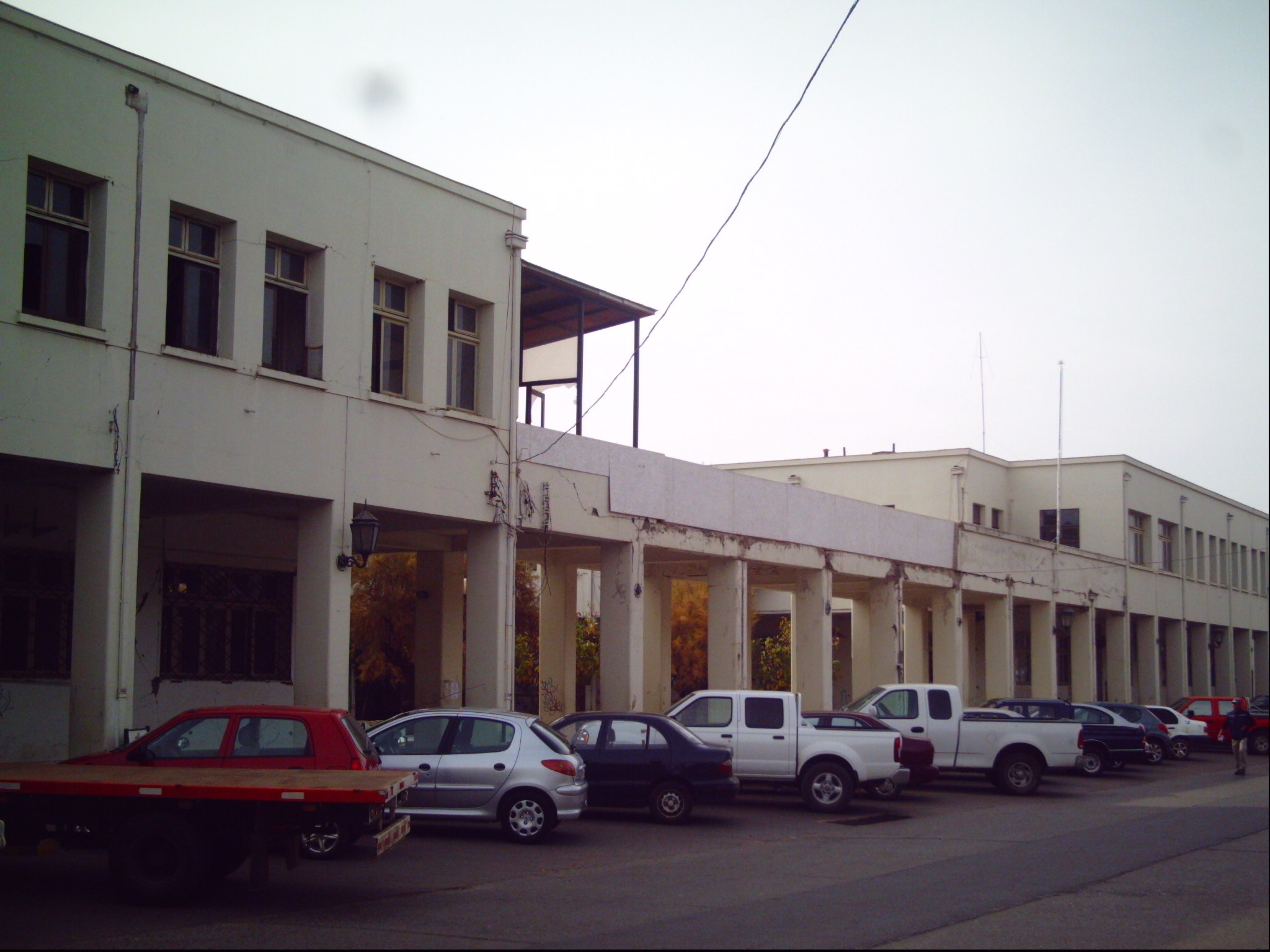

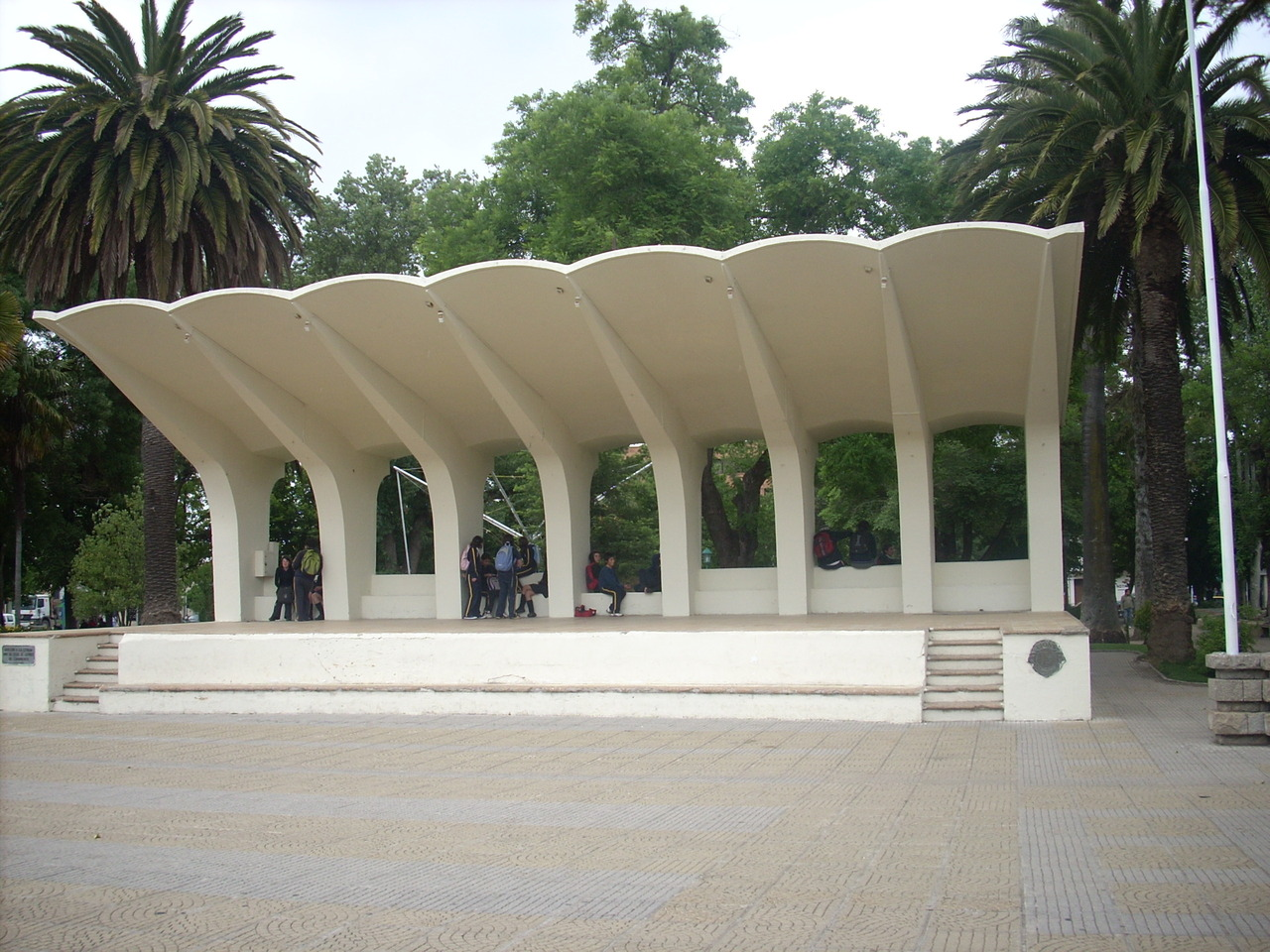

考克內斯（西班牙語：Cauquenes）是智利的城市，位於該國中部，由馬烏萊大區負責管轄，也是考克內斯省的首府，始建於1742年，面積2,126平方公里，海拔高度135米，2002年人口41,217，人口密度每平方公里19.4人。

## 外部連結
- （西班牙文） Municipality of Cauquenes （页面存档备份，存于）
- （西班牙文） "Ficha Comunal de Cauquenes"
- Cauquenes in Google Maps